# کریگ مور
کریگ مور (انگلیسی: Craig Moore؛ زادهٔ ۱۲ دسامبر ۱۹۷۵) یک بازیکن فوتبال اهل استرالیا است.
وی همچنین در تیم ملی فوتبال استرالیا بازی کرده‌است.